# Toby Haenen
Toby Haenen (n. 8 octombrie 1973, Launceston⁠(d), Tasmania, Australia) este un înotător australian, medaliat olimpic. A participat la 2 ediții ale Jocurilor Olimpice (1992, 1996) în care a câștigat două medalii de bronz.